# Оксиліквіт
Оксиліквіти (від окси і лат. liquidus — рідкий) — вибухові суміші рідкого кисню з горючими пористими матеріалами (вугілля, торф, солома тощо). Оксиліквіти застосовують у підривних роботах. Здебільшого, у гірничій справі.
Оксиліквіти використовувалися в авіабомбах у Другу світову війну. Деревну тирсу просто заливали рідким киснем.
Оксиліквіт на основі берилію — одна з найпотужніших вибухових речовин, що відомі на сьогодні.
До оксиліквітів можна віднести й вибухові речовини на основі рідкого озону чи його суміші з рідким киснем, хоча практичного застосування такі суміші не мають у зв'язку з дорожнечею і нестійкістю озону, однак, при необхідності створення надпотужних вибухових речовин, існує можливість застосування такого варіанту.
Вибухові властивості оксиліквітів були відкриті в Німеччині в 1895 році професором Карлом фон Лінде, творцем установки зі зрідження газів. Він і назвав її «оксиліквітом».